# 五星街道 (伊春市)
五星街道，是原中华人民共和国黑龙江省伊春市丰林县下辖的一个乡镇级行政单位。2016年，伊政函【2016】95号文件撤销五星街道办事处这个建制，下辖地区由五营区直辖。

## 行政区划
原五星街道下辖以下地区：
创业社区、兴业社区和兴龙村。